# Цзиньлин (судостроительный завод)
Судостроительный завод «Цзиньлин» (кит. трад. 金陵船廠, упр. 金陵船厂, пиньинь Jīnlíng Chuánchǎng, палл. Цзиньлин Чуаньчан в городе Нанкин — это главная верфь в Китае по строительству кораблей, основана в 1996 году. Верфь Китая создаёт балкеры, дедвейты, пассажирские суда.

## Сделка
Сделка заключена на 7 судов, условия соглашения не разглашаются.

## Строительство
Клайв Палмер (австралийский угольный миллиардер) заказал компании постройку пассажирского корабля Титаник II. Первый Титаник затонул из-за столкновения с айсбергом в 1912 году. В Нью-Йорке Клайв Палмер представил чертежи нового корабля — Титаник II, который похож на своего предшественника и его отправление в первое плавание планировалось на конец 2016 года, однако впоследствии дата перенесена на 2018 год. На палубе Титаник II можно будет надеть одежду, которую надевали на Титанике, её стоимость будет входить в стоимость билета. Титаник II будет больше, чем его предшественник, на корабле будут оборудованы шлюпки в несколько раз больше, чем на первом Титанике. Вместимость корабля предполагает 1680 человек. Длина Титаника II 269,15 м, ширина — 32,2 м, осадка — 10,54 м, экипаж — 900 человек, палуб — 9, кают — 840, а также бассейн, тренажёрный зал, ресторан и библиотека. Главное отличие станет то, что находится будет ниже ватерлинии — носовой бульб, дизельная силовая установка, боковые трастеры (подруливающее устройство) и увеличенный руль. Таким образом Титаник II будет более манёвренным. Предполагается, что Титаник II будет курсировать между Великобританией и США. По состоянию на 2013 год более чем 40 000 человек изъявили желание приобрести билеты на лайнер.